# QP/M10 (Plattenbautyp)

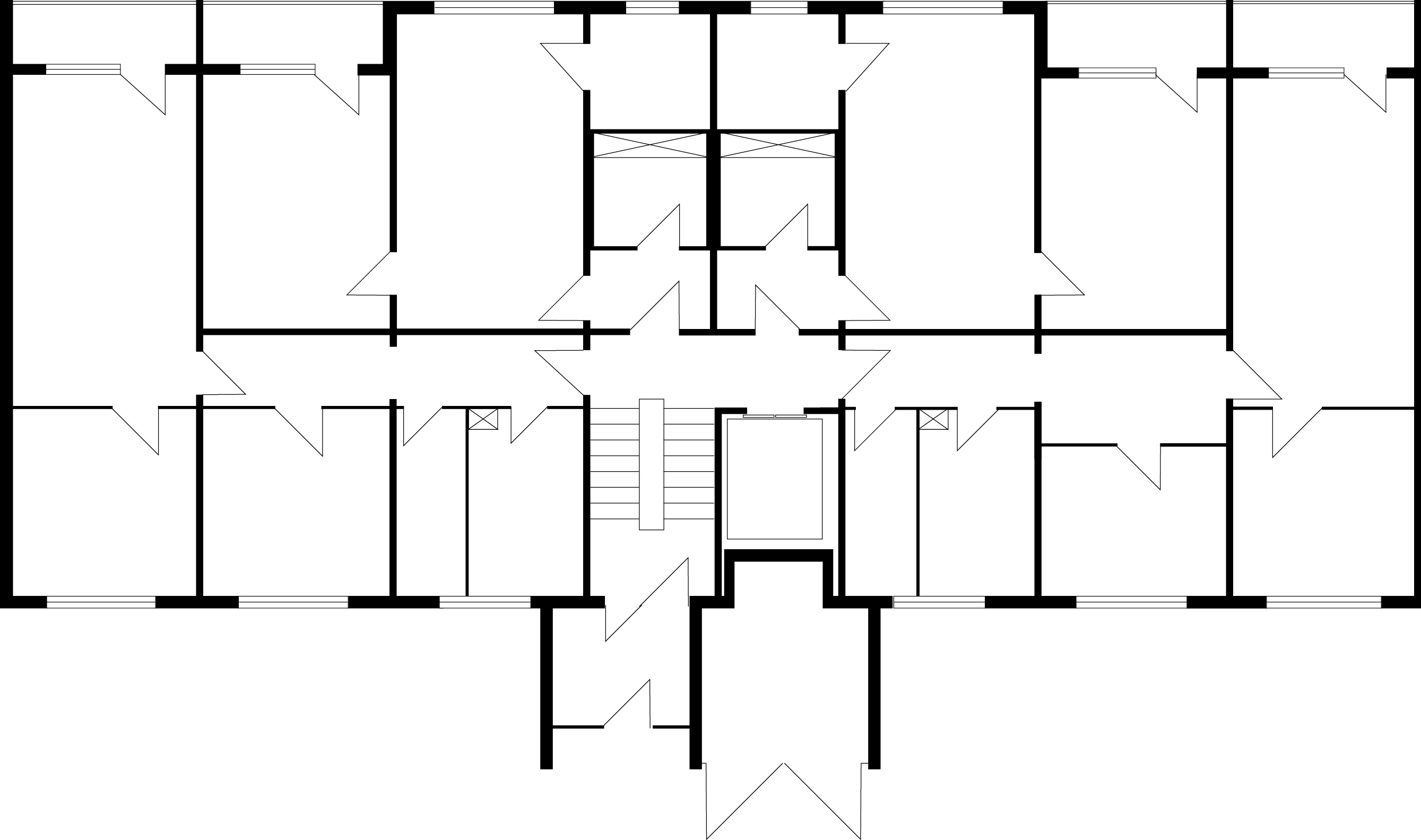
Schematischer Erdgeschossgrundriss des M10

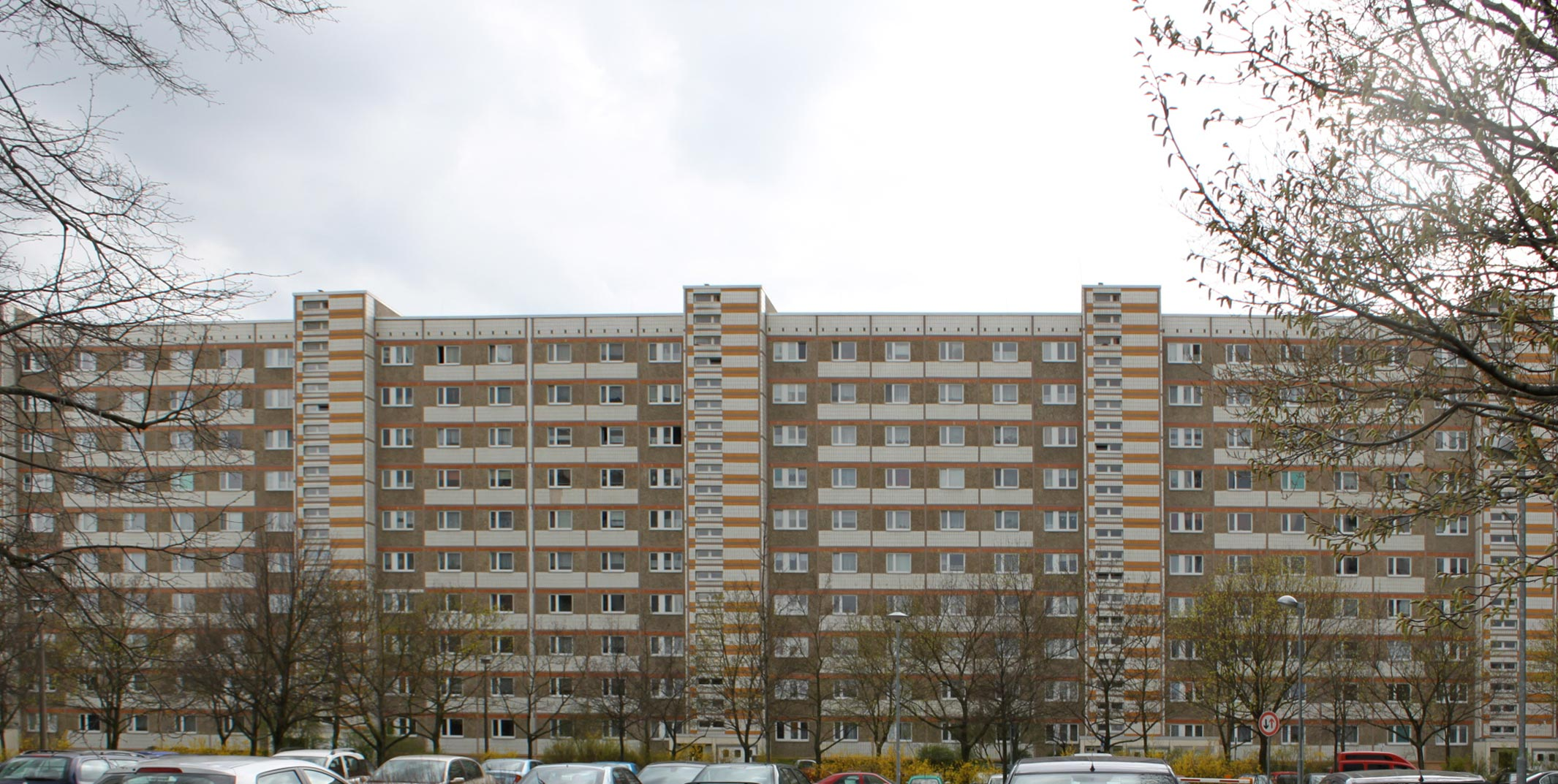
M10 mit unsanierter Originalfassade in Magdeburg Neustädter See (Schrotebogen)

Der QP/M10 ist ein in der Regel 4-spänniger Plattenbautyp mit zehn Geschossen, der hauptsächlich in Magdeburg seit Anfang der 1970er Jahre gebaut wurde. Er ist eine Ableitung des QP-Typs.

## Aufbau
Der Plattenbautyp M10 ist meist in Eingangspaaren errichtet worden, d. h. ein Gebäude besteht aus zwei Eingängen mit je 40 Wohneinheiten. Die Grundrisse sind so organisiert, dass je Etage entweder zwei 4-Zimmer-Wohnungen (außen) und zwei 1-Zimmer-Wohnungen (innen) oder zwei 3-Zimmer-Wohnungen (außen) und zwei 2-Zimmer-Wohnungen (innen) zusammen liegen. Es gibt je Eingang vier Loggien auf der dem Eingang gegenüber liegenden Seite. Je nach Wohnungstyp sind sie den 2-, 3- oder 4-Zimmer-Wohnungen zugeordnet.
Die innen liegenden Bäder der kleineren Wohnungen sind aus der Baureihe des P2 und konnten mit allen Anschlüssen in den bestehenden Rohbau der Etage eingesetzt werden. Die Küchen sind am Versorgungsschacht dieser Bäder angeschlossen und nur durch das Wohnzimmer zu erreichen. Küche und Bäder der großen Wohnungen sind je durch den Wohnungsflur erreichbar. Sie teilten sich jedoch ein gemeinsames Fenster.

### Wohnungen

#### Einraumwohnungen
Einraumwohnungen mit einer Fläche von ca. 34 m² sind meist in den unteren 4 Geschossen in der Mitte angeordnet und sind nur in eine Richtung orientiert. Zimmer und Küche besitzen Fenster, die Badzelle ist innenliegend.

#### Zweiraumwohnungen
Diese Wohnungen mit einer Fläche von ca. 51 m² liegen in den Geschossen über den Einraumwohnungen. Das zweite Zimmer hat Zugang zu einer Loggia und wird über das erste Zimmer erschlossen. Einen zusätzlichen Flur gibt es nicht. Küche und Badzelle sind identisch mit denen der 1-Zimmer-Wohnungen.

#### Dreiraumwohnungen
Neben den Zweiraumwohnungen liegen jeweils zwei Dreiraumwohnungen mit je ca. 68 m² Fläche. An einem langen Wohnungsflur befinden sich Bad und Küche, ein Zimmer, sowie am Ende das Wohnzimmer mit Zugang zur Loggia. Vom Wohnzimmer aus kann ein weiteres Zimmer erschlossen werden.

#### Vierraumwohnungen
Neben den Einraumwohnungen liegen jeweils zwei Vierraumwohnungen mit je ca. 84 m² Fläche. Der Grundriss entspricht dem der Dreiraumwohnungen, jedoch kann ein weiteres Zimmer vom Wohnungsflur erschlossen werden.

## Erschließung
Der Hauptzugang zum Gebäude erfolgt durch einen Windfang, in dem auch die Briefkästen untergebracht waren. Neben den Eingängen wurde ein Müllraum angeordnet. 
Das Erdgeschoss ist – wie bei vielen Plattenbauten der DDR – um ein halbes Geschoss über dem Straßenniveau angehoben und über das innen liegende Treppenhaus erreichbar. Beim M10 wurden neben dem Treppenhaus Aufzüge zur Erschließung der Ebenen vom Keller bis zur 9. Etage eingebaut. Um die Wohnungen des 10. Geschosses zu erreichen, muss ab der 9. Etage das Treppenhaus genutzt werden. Ein barrierefreier Zugang ist durch separate Rampen zum Kellergeschoss auf der Balkonseite des Gebäudes möglich. 
Je Etage gibt es vier Wohnungen. 
Ein kleiner Raum befindet sich jeweils auf dem Treppen-Zwischenpodest in der Lücke zwischen Aufzugschacht und Außenwand. 
Hier war der Müllschlucker untergebracht, der bis in den Müllraum neben dem Eingang ging.
Dort fiel der Müll in einen untergestellten Müllcontainer.

## Technische Daten
- Fertigteile in der Laststufe bis 5,0 t
- Grundraster von 3,6 × 5 m
- Gebäudetiefe in der Regel 11,4 m
- Geschosshöhe in der Regel 2,80 m
- Geschosszahl: 10

## Standorte
- Magdeburg, Neustädter See
- Magdeburg, Reform
- Magdeburg Leipziger Straße
- Magdeburg, Altstadt Walther-Rathenau-Straße
- Schönebeck Moskauer Straße
- Wolmirstedt Samsweger Straße und Julius-Bremer-Straße
- Chemnitz, Yorckgebiet Bersarinstraße und Fürstenstraße